# 산업 분류
산업 분류(産業分類, industry classification, industry taxonomy)는 비슷한 생산 프로세스, 유사한 제품, 또는 금융 시장 내의 비슷한 행동에 따라 기업들을 개개의 그룹으로 분류시킨 경제분류의 한 유형이다.
경제이론에 있어서 산업이라 함은 동일한 상품을 생산하는 기업(企業)의 집단이라고 할 수 있다. 이것을 좀더 깊이 풀이해 보면 많은 종류의 상품을 생산하는 기업은 그 상품의 수만큼의 산업으로 분할, 소속시킬 수 있게 된다. 그렇지만 이러한 산업개념은 현실의 경제세계를 다루는 데 있어서 반드시 실용적인 것이 못된다. 상품의 수에 따라 산업을 무수하게 나열한다면 이것은 번거롭기만 할 뿐이며 또한 상품을 형태가 있는 것으로 해석한다면 산업이란 농업이나 광업 또는 제조업이라는 업종에만 국한하게 된다. 그러므로 경제기구를 전기구체적(全機構體的)으로 해명하기 위해서는 산업의 의미는 더욱 포괄적으로 다루는 것이 편리하다. 장기적으로는 자본설비의 조절이 가능하며 생산의 규모는 자본의 크기와 더불어 변화한다. 그러나 기술 상태가 결정되어 있는 경우에는 설사 대규모 생산의 이익이 존재한다고 하더라도 머지않아 경쟁의 결과로서 이 이익은 없어지고, 규모는 수확불변의 상태로 낙착될 수밖에 없다. 장기에 있어서도 물론 단기에 있어서의 생산비의 법칙은 성립되고 있기 때문에 장기의 최적 규모라는 것은 규모에 관해서 수확불변의 상태에 있을 때 가격이 한계생산비와 평균생산비에 동등하게 되는 생산의 규모를 의미하게 된다.

## 분류 목록
| 약어   | 전체 이름                                                                   |
| ------ | --------------------------------------------------------------------------- |
| ANZSIC | Australian and New Zealand Standard Industrial Classification               |
| BICS   | Bloomberg Industry Classification Standard                                  |
| GICS   | Global Industry Classification Standard                                     |
| HSICS  | Hang Seng Industry Classification System                                    |
| IBBICS | Industry Building Blocks                                                    |
| ICB    | Industry Classification Benchmark                                           |
| ISIC   | International Standard Industrial Classification of All Economic Activities |
| MGECS  | Morningstar Global Equity Classification System                             |
| NACE   | Statistical Classification of Economic Activities in the European Community |
| NAICS  | North American Industry Classification System                               |
| RBICS  | FactSet Revere Business Industry Classification System                      |
| SIC    | Standard Industrial Classification                                          |
| SNI    | Swedish Standard Industrial Classification                                  |
| TRBC   | The Refinitiv Business Classification                                       |
| UKSIC  | United Kingdom Standard Industrial Classification of Economic Activities    |
| UNSPSC | United Nations Standard Products and Services Code                          |

## 같이 보기
- 경제부문
- 산업